# Xã Albany, Quận Nevada, Arkansas
Xã Albany (tiếng Anh: Albany Township) là một xã thuộc quận Nevada, tiểu bang Arkansas, Hoa Kỳ. Năm 2010, dân số của xã này là 528 người.